# Cotylorhiza erythraea
Cotylorhiza erythraea is een schijfkwal uit de familie Cepheidae. De kwal komt uit het geslacht Cotylorhiza.